# Сулевски, Клаудия
Клаудия Сулевски (англ. Claudia Sulewski, род. 19 февраля 1996, Чикаго, Иллинойс) — американская-польская актриса. Она известна своими ролями Эммы в «Дороге на работу» и Бекка в «Я люблю своего папу».

## Биография
Сулевский родилась в Чикаго, штат Иллинойс, в семье Чеслава Сулевского и Беаты Крупиньской. Она выросла в Парк-Ридж, пригороде Чикаго. У нее есть два брата, Марцин и Кевин.
С 2016 по 2017 год она появлялась в сериале «Дороге на работу», а с 2016 по 2018 год — в веб-сериале «T@gged». В 2019 году она появилась в эпизоде сериала «Беглецы».
Она дебютирует в широком прокате в художественном кино в фильме 2022 года «Я люблю своего папу» с Джеймсом Морозини, который также является сценаристом и режиссером, и Пэттонои Освальтом в главных ролях. Премьера фильма состоялась 12 марта на фестивале [South by Southwest] и он получил награды жюри и зрительских симпатий на конкурсе повествовательных фильмов. Сулевски также снялась и смонтировала видеоклип на песню О'Коннелла «Мона Лиза, Мона Лиза», выпущенный в июле. Музыкальное видео было снято на iPhone и портативную камеру в Париж, Франция.
С 2018 года Сулевски состоит в отношениях с музыкантом Финнеасом О’Коннеллом.

## Фильмография
| Год       |   | Русское название                 | Оригинальное название                      | Роль          |
| --------- | - | -------------------------------- | ------------------------------------------ | ------------- |
| 2016—2017 | с | Поездка на работу                | The Commute                                | Эмма          |
| 2016—2018 | с | —                                | T@gged                                     | Ники Салливан |
| 2017      | с | —                                | Betch                                      | Мэллори       |
| 2017      | с | Встраивает                       | Embeds                                     | Кэти          |
| 2017      | с | С гиперссылкой                   | Hyperlinked                                | Фиби          |
| 2017      | с | —                                | Versus                                     | Скайлар       |
| 2019      | ф | Дедкон                           | Deadcon                                    | Меган         |
| 2019      | с | Беглецы                          | Marvel's Runaways                          | Джули         |
| 2021      | ф | Билли Айлиш: Слегка размытый мир | Billie Eilish: The World's a Little Blurry | Сама          |
| 2022      | ф | Я люблю своего папу              | I Love My Dad                              | Бекка         |
| 2024      | с | Терапия                          | Shrinking                                  | Ава           |
|           | ф |                                  | For Worse                                  | КоКо          |